# 宮城県教育委員会
宮城県教育委員会（みやぎけんきょういくいいんかい）は、宮城県の教育委員会である。

## 概要
宮城県内の教育に関する事務を所掌する行政委員会である。
教育長および5人の委員で構成される。2023年4月現在の教育長は、佐藤靖彦。

## 組織
- 総務課
- 教育企画室
- 福利課
- 教職員課
- 義務教育課
- 特別支援教育課
- 高校教育課
- 施設整備課
- スポーツ健康課
- 生涯学習課
- 文化財課
- 総合教育センター
- 宮城県立図書館
- 宮城県立美術館

## 所在地
- 〒980-8423　宮城県仙台市青葉区本町3-8-1 宮城県行政庁舎内

## 市町村教育委員会
- 仙台市教育委員会

## 参考・外部リンク
- 宮城県教育委員会